# Atlético Olympic FC
Atlético Olympic Football Club là một câu lạc bộ bóng đá Burundi đến từ Bujumbura, Burundi. Hiện tại đội bóng thi đấu ở Giải bóng đá ngoại hạng Burundi.

## Danh hiệu
- Giải bóng đá ngoại hạng Burundi: 2

2004, 2011
- Cúp bóng đá Burundi: 1

2000

## Thành tích ở các giải đấu CAF
- Giải bóng đá vô địch các câu lạc bộ châu Phi: 1 lần tham gia

2012 – Vòng Sơ loại
- Cúp bóng đá Liên đoàn CAF: 1 lần tham gia

2010 – Vòng Sơ loại